# Senet (gra)

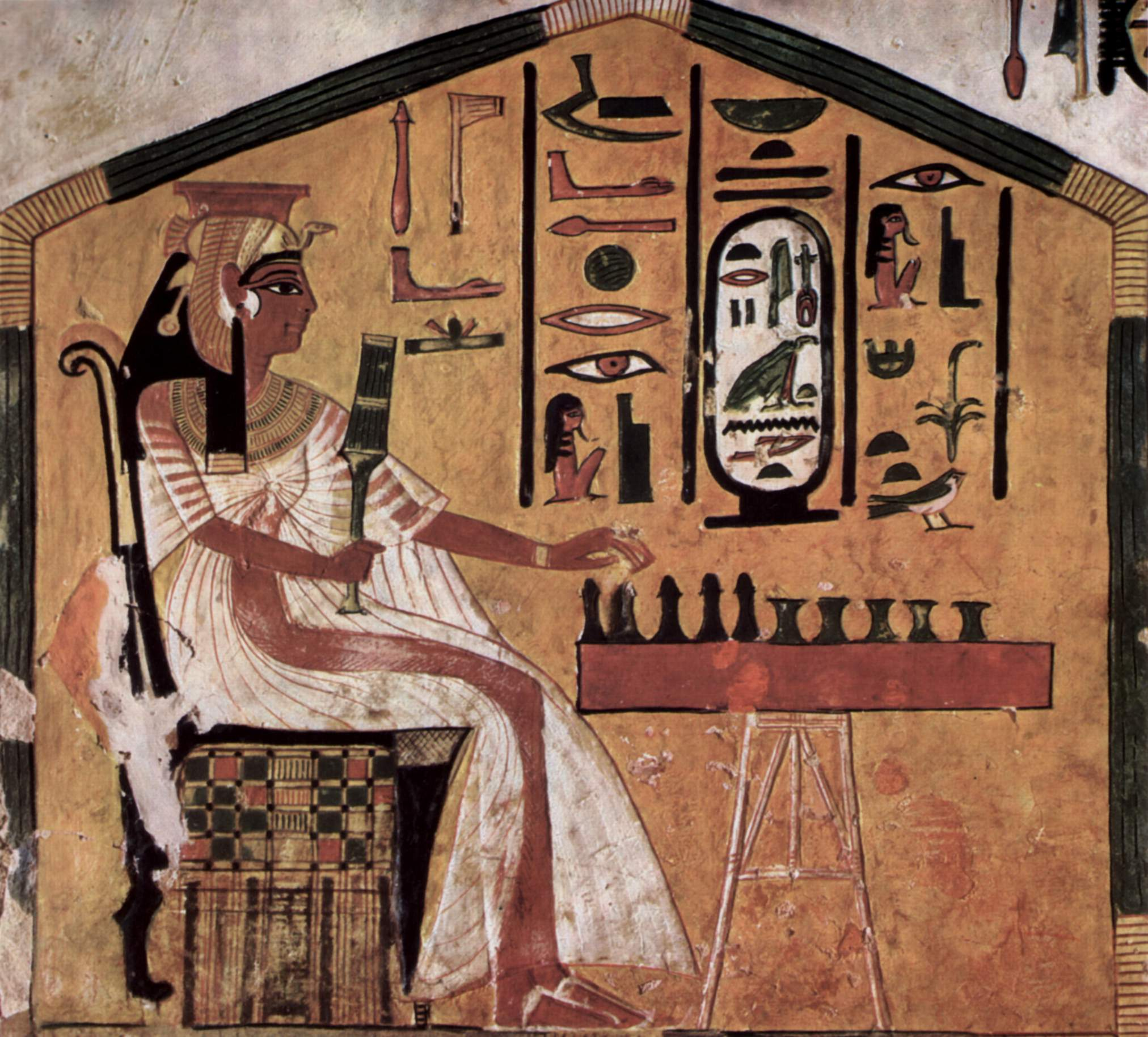
Nefertari grająca w senet, malowidło z jej grobowca

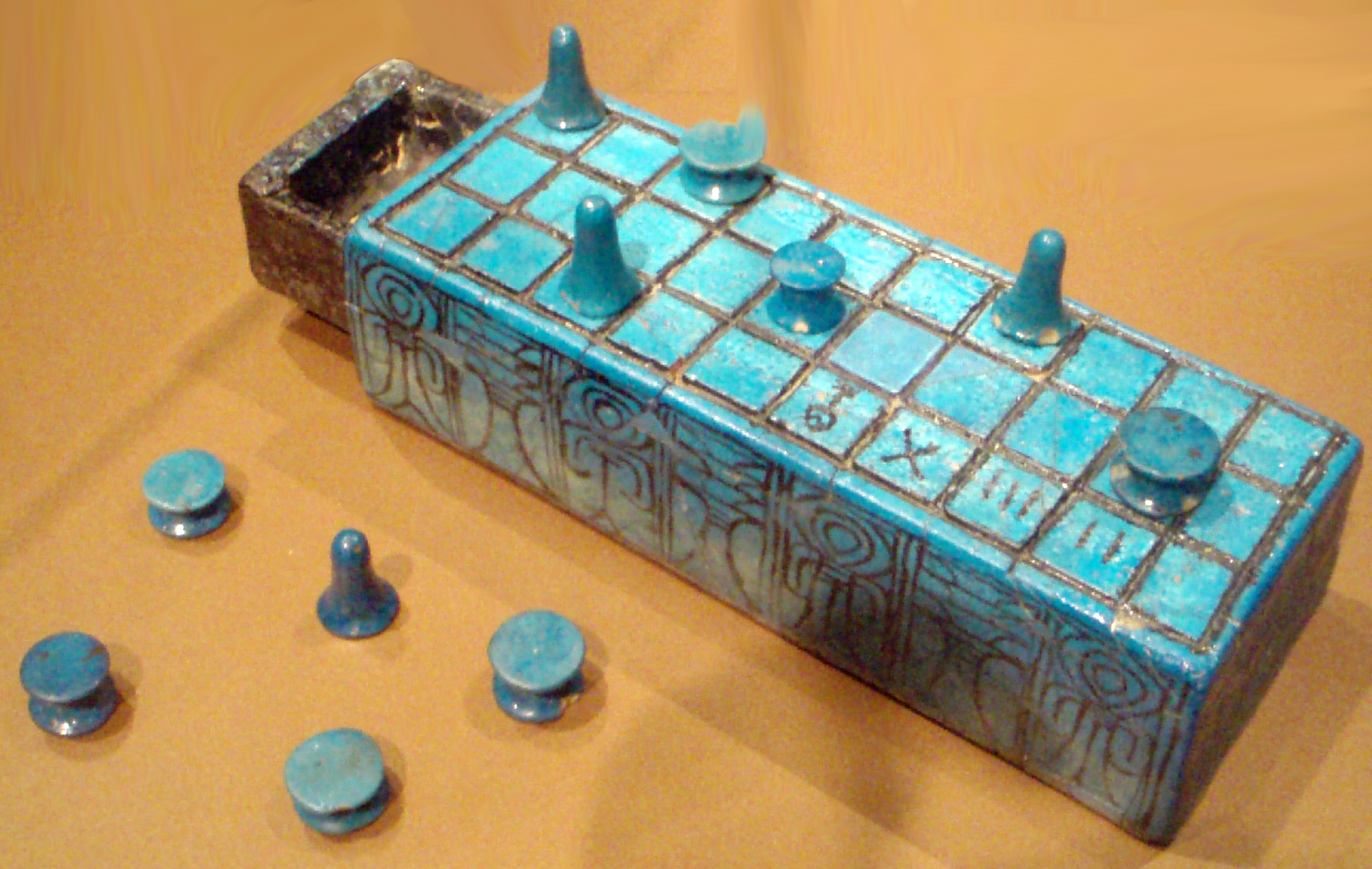
Komplet do gry z grobowca Amenhotepa III, Brooklyn Museum w Nowym Jorku

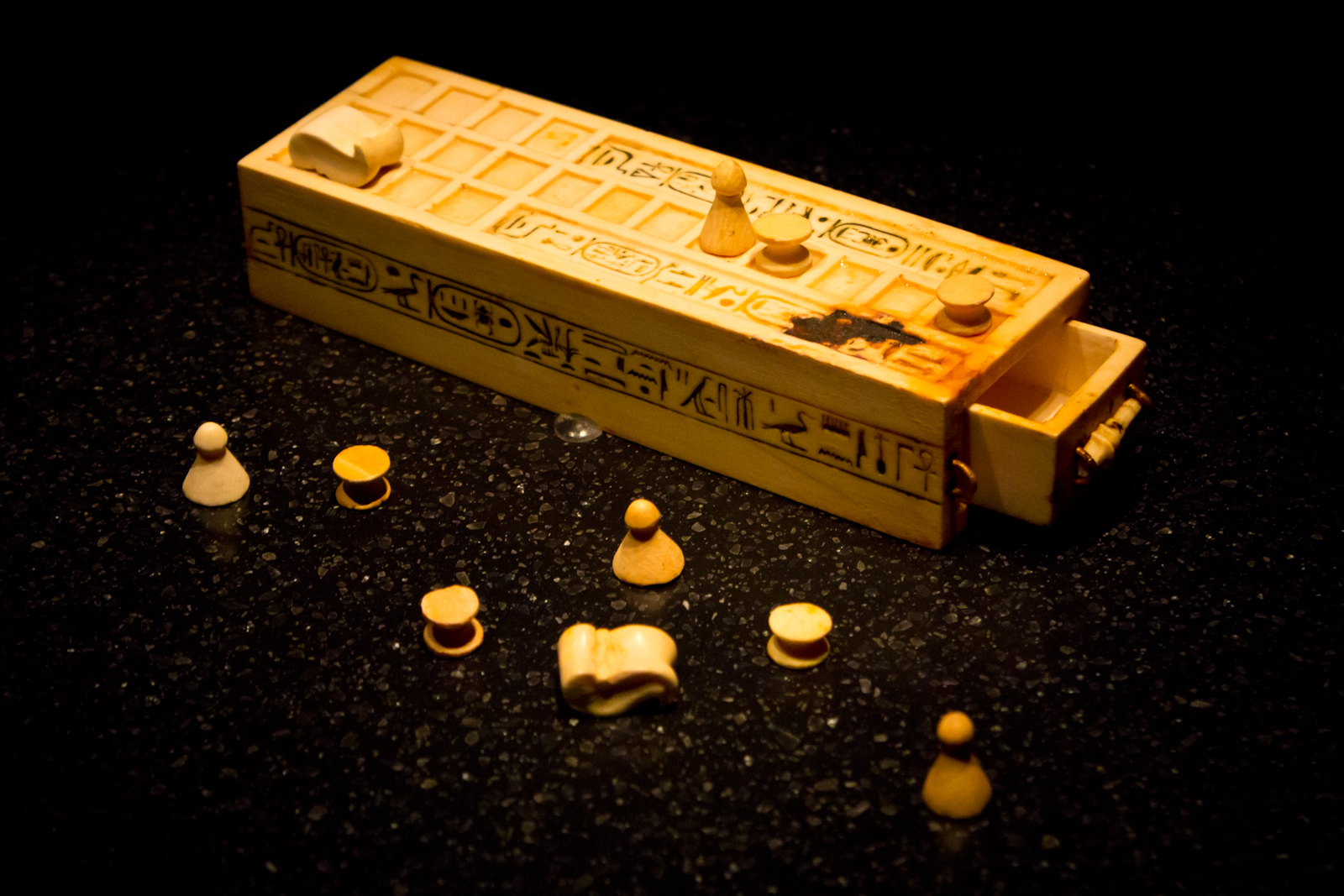
Komplet do gry z grobowca Tutanchamona, eksponat Muzeum Egipskiego w Kairze. Widoczna strona pudełka zawiera planszę do gry w Aseb, niewidoczna - w Senet.

Senet – popularna w starożytnym Egipcie gra planszowa. Pomimo wielu badań archeologicznych nie udało się poznać zasad tej gry.
Jej tradycje sięgały zamierzchłych czasów, najstarszy komplet do gry odkryto w grobowcu Hesy'ego z czasów III dynastii z okresu Starego Państwa. Znak planszy z pionami występuje już w najstarszych hieroglifach. Popularność tej gry była bardzo duża, o czym świadczą liczne przedstawienia grających Egipcjan i to w różnych sytuacjach – w domu i poza domem, w tawernach, ogrodach, w kolejkach do golarza. Znane jest przedstawienie Ramzesa III grającego w senet z damą ze swojego haremu czy też grającej królowej Nefertari. O popularności tej gry świadczy również fakt, że plansza z pionami (i mieszczącym się pod nią pudełkiem na piony) wchodziła również często  w skład wyposażenia grobowego, aby zmarli mogli oddawać się ulubionej rozrywce  również w zaświatach. Do tej pory odkryto w grobowcach ponad 40 kompletów do gry.
Senet to siatka z trzydziestu kwadratów, ułożonych w trzech rzędach po dziesięć. Pionki do gry składają się z dwóch zestawów po pięć sztuk, w niektórych zestawach więcej lub mniej. Rzeczywiste reguły gry są tematem debaty. Historycy Timothy Kendall i R.C. Bell zaproponowali własne zestawy reguł do gry. Zasady te zostały przyjęte przez różne firmy, które sprzedają zestawy do tej gry.